# Thomas Whitcombe

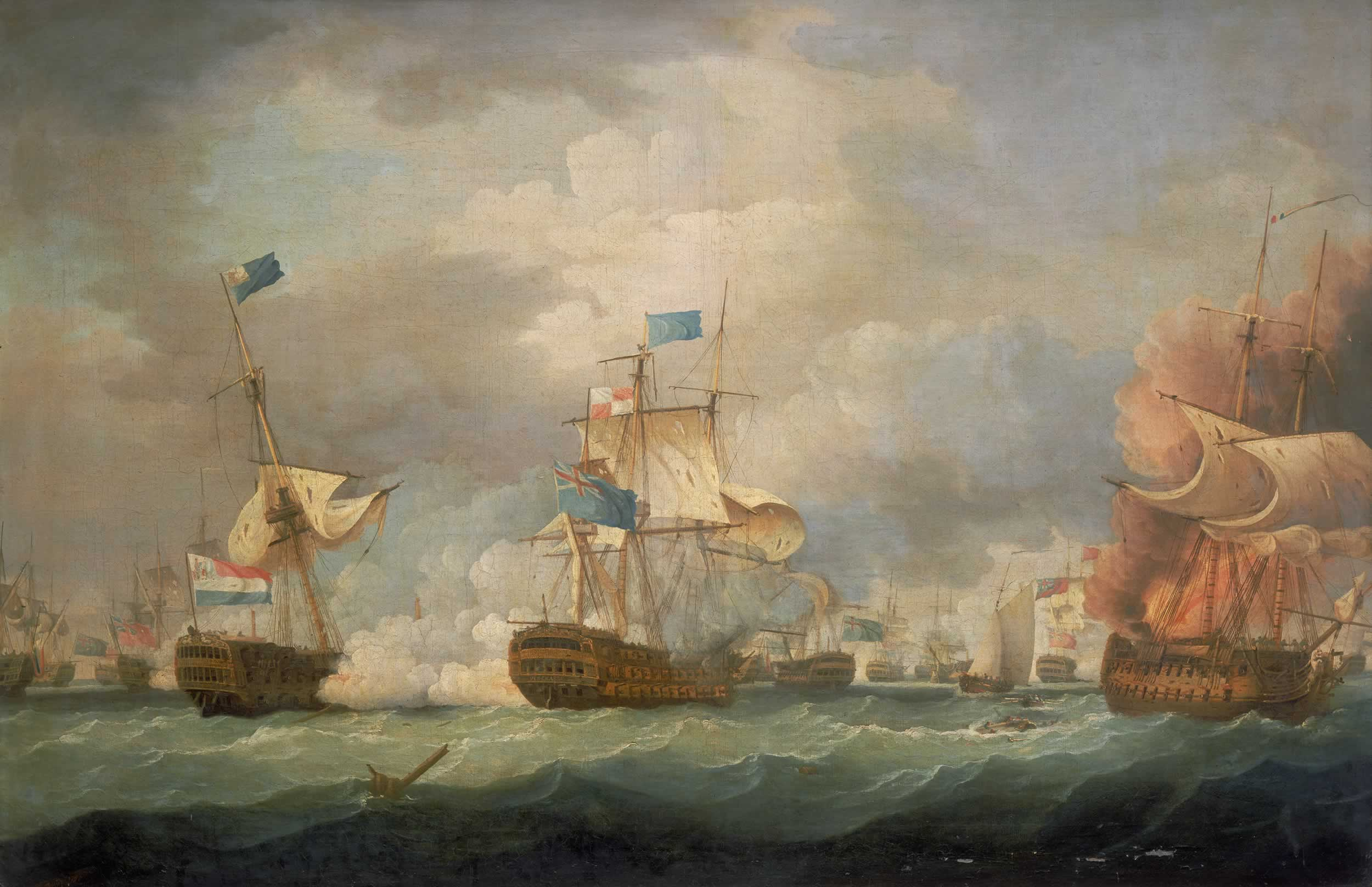
La battaglia di Camperdown, 11 ottobre 1797 di Thomas Whitcombe, dipinto nel 1798

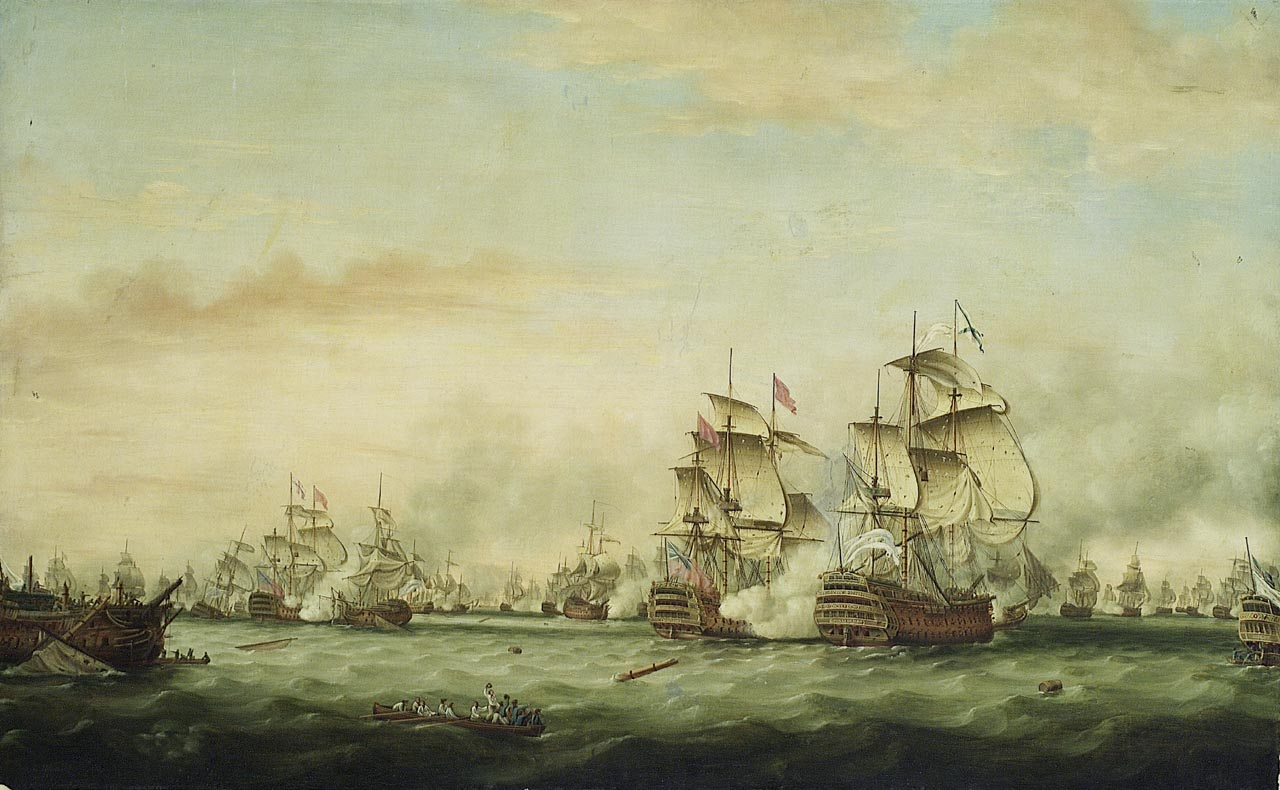
La battaglia delle Saintes, 12 aprile 1782: resa della nave francese Ville de Paris, di Thomas Whitcombe, dipinto nel 1783

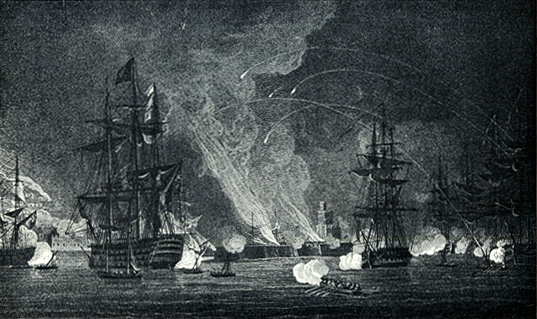
Il Bombardamento di Algeri, stampa da un dipinto di Thomas Whitcombe

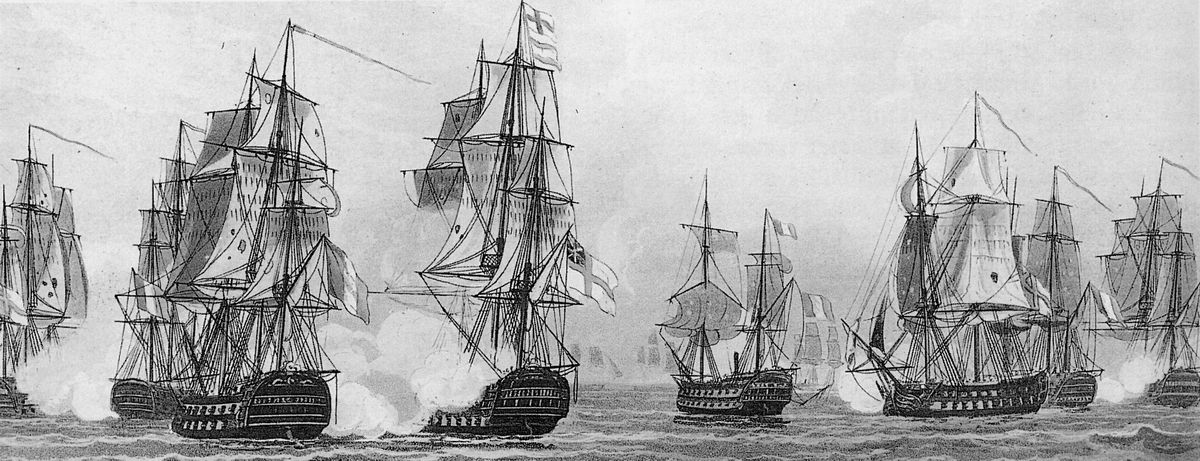
La Battaglia di Cape Ortegal, di Thomas Whitcombe

Thomas Withcombe (Londra, prima del 19 maggio 1763 – 1824 circa) è stato un pittore britannico, specializzato in pitture di stile marinaro.

## Biografia
Thomas Whitcombe nacque a Londra fra il 1752 ed il 19 maggio 1763, e quest'ultima è la data più frequentemente citata. Molto poco si sa sulla sua educazione ed i primi anni di vita se non speculazioni derivanti dai luoghi da lui dipinti.
Sembra certo che fu a Bristol nel 1787 e successivamente viaggiò nella costa meridionale dell'Inghilterra dove esistono diversi porti che non figurano però nelle sue opere. Nel 1789 visitò il Galles e nel 1813 andò nel Devon, ove dipinse dei quadri rappresentanti alcuni dintorni del porto di Plymouth. Nel corso della sua carriera egli dipinse opere rappresentanti il Capo di Buona Speranza, Madera, Cuba e Capo Horn. Fra il 1783 ed il 1824 visse a Londra, abitando nei pressi del Covent Garden e a Somers Town.
La sua data di morte è incerta come quella di nascita; essa avvenne non prima del 1824 e non dopo il 1834.

## Stile pittorico
La sua produzione comprende rappresentazioni di battaglie navali, vascelli in navigazione ed alla fonda, zone costiere con navi in mare sia con bonaccia che in tempesta. La topografia dello sfondo è ben rappresentata e le navi sono dipinte con grande attenzione ai particolari costruttivi. Questo risultato era dovuto alla profonda conoscenza della marineria alla quale si era dedicato in precedenza. Lo sfondo dei suoi quadri è di norma tranquillo e le navi, come tradizione dei pittori britannici del XVIII e XIX secolo, erano dipinte con colori piuttosto scuri.
Whitcombe fu, assieme a Nicholas Pocock, Thomas Luny, Francis Holman e Robert Dodd, uno dei maggiori pittori di scene di battaglie navali relative alle guerre rivoluzionarie francesi e alle guerre napoleoniche. Egli dipinse più di 150 quadri su azioni della Royal Navy comprese 50 tavole per The Naval Achievements of Great Britain, uno splendido volume pubblicato dopo la cessazione delle ostilità
Egli espose alla Royal Academy 56 volte fra il 1783 ed il 1824 ed una volta alla British Institution ed alla Royal Society of British Artists..  Molti dei suoi dipinti sono ora collocati nel National Maritime Museum di Greenwich ed in altre importanti collezioni navali in tutto il mondo.